# Line Vedel
Line Vedel Hansen (Tinglev, 4 maart 1989) is een golfprofessional  uit Denemarken.

## Amateur
In 2010 was Line Vedel de beste amateur van Denemarken. Ze won onder meer de Moelle Masters van de Nordea Tour in Zweden.

### Gewonnen
- 2008: Furesø Pokalen
- 2010: Royal Tour, Furesøpokalen, Moelle Masters

## Professional
In 2010 ging ze naar de Tourschool, waar ze in de Finals als zestiende eindigde. Haar rookieseizoen was 2011. In 2012 won ze het Allianz Ladies Slovak Open en had ze nog twee top-10 plaatsen, waardoor ze als nummer 21 op de Order of Merit eindigde.

### Gewonnen
- 2012: Ladies Slovak Open